# Medicane

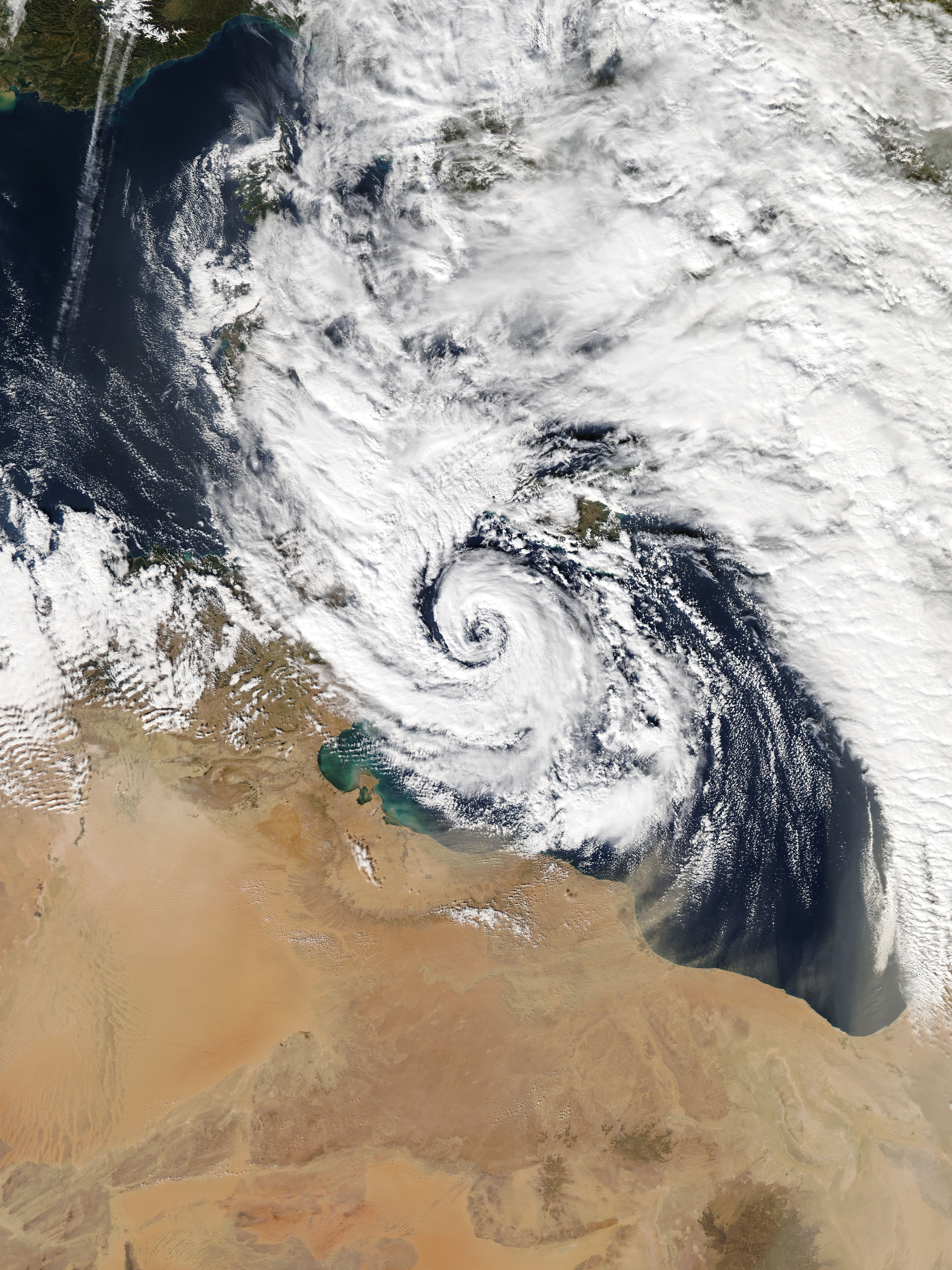
Tief Qendresa (I) am 7. November 2014 um 12:10 Uhr (NASA/GSFC) mit kurzzeitiger Augenbildung; gut erkennbar jeweils wolkenfrei der Scirocco an der Vorderseite (Südosten), und die polare Kaltluft an der Rückseite (Nordwesten).

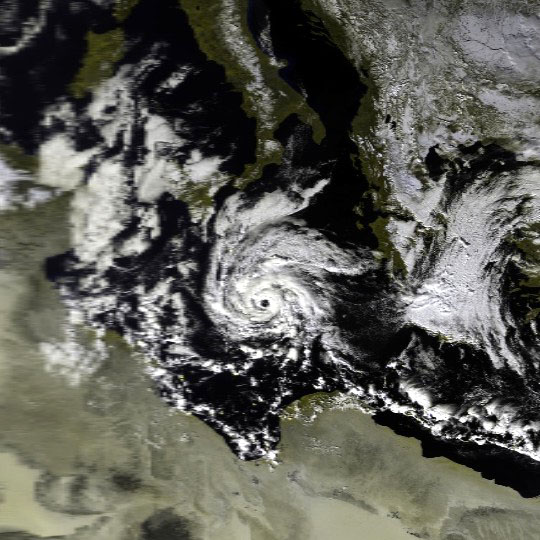
16. Januar 1995 (NOAA)

Ein Medicane (Schachtelwort von englisch Mediterranean hurricane) ist ein tropensturm-ähnliches Sturmtief im Mittelmeerraum. Diese Form des Mittelmeertiefs erscheint vermutlich in einer Häufigkeit von etwa einmal jährlich.

## Entstehung und Prozesse
Medicanes entstehen insbesondere im Herbst, indem Kaltluft aus den gemäßigten Breiten in Richtung Äquator strömt und in den höheren Luftschichten ein Cut-Off-Tief ausgebildet wird („außertropischer Prozess“). Die meernahe Luftmasse, die durch Verdunstung aus dem noch relativ warmen Mittelmeer feucht ist, kondensiert und bildet den Wolkenwirbel im Zuge der Konvektion, die vom Höhentief verursacht wird. Das Auge dieser Wirbelsysteme entsteht ähnlich wie in den Tropen durch die Abwärtsbewegung, mit Wolkenauflösung im Tiefzentrum, welches sich dabei erwärmt. Im Wirbel werden aber nur selten Windgeschwindigkeiten eines Orkans erreicht, sondern zumeist nur die eines Sturms: bis 120 km/h.
Diese troposphärischen Tiefdruckgebiete weisen sowohl außertropische als auch tropische Eigenschaften auf.
Zentraler Unterschied zwischen einem echten tropischen Hurricane oder Zyklon und einem Medicane ist, dass letzteres kein sich selbst stabilisierendes oder gar selbstnährendes Wettersystem aufbaut; insbesondere ist das Einzugsgebiet im Mittelmeerraum zu klein. Stattdessen werden die augenbildenden Wirbel primär von außen angetrieben und zerfallen in ihrer hurrikanartigen Struktur meist innerhalb von Stunden wieder zu regulären Tiefdruckwirbeln. Auch ihre Gesamtlebensdauer liegt mit um die zwei Tagen weit unter denen der Großwirbel der Ozeane.
Weitere Unterschiede sind, dass der warme Kern nur in der unteren Troposphäre ausgeprägt ist, aber meist vom kalten Höhenkern überlagert bleibt, und dass die maximalen Windgeschwindigkeiten nicht am Auge, sondern wie bei normalen Sturmtiefs in den spiralförmigen Fronten (Okklusionen) erreicht werden. Medicanes ähneln aus der Vogelperspektive (z. B. von Satelliten aus gesehen) einem tropischen Hurrikan und Zyklon, nicht aber in ihren atmosphärenphysikalischen Prozessen. Gelegentlich bilden sich ähnliche Tiefdruckgebiete im subtropischen Nordatlantik im Bereich der Bermudas, Azoren und Kanaren.
Medicane-artige Tiefs bringen oft hohe Niederschlagsmengen und starke Winde. Inzwischen hat sich auch eine Klassifikation nach der mittleren Spitzenwindgeschwindigkeit etabliert, die sich an die Saffir-Simpson-Hurrikan-Windskala für tropische Wirbelstürme anlehnt:
- Mediterranean Tropical Depression: unter 63 km/h
- Mediterranean Tropical Storm: 64 bis 111 km/h
- Medicane oder mediterraner Hurrikan: ab 112 km/h (70 mph, die Hurricane-Skala hat hier 73 mph, das sind >118 km/h).[4]

## Benennung und Forschungsgeschichte
Der Ausdruck ist ein Kofferwort aus mediterran[ean] (‚zum Mittelmeer[raum] gehörig‘) und Hurricane und wurde im Zusammenhang mit der genaueren Beobachtung von sturm- und niederschlagsreichen Wetterereignissen im Mittelmeerraum gebildet.
Entstanden ist der Begriff in den 1980er Jahren, nachdem Mittelmeertiefs mit Phasen von spiralförmigen Wolkenstrukturen und wolkenfreien Zonen im Zentrum (das Auge) auf Satellitenbildern entdeckt wurden.
Zur Frage, ob die Mittelmeertiefs als tropisch oder außertropisch einzustufen sind, herrschen geteilte Meinungen: Typischerweise markieren sie die Grenze dieser Zonen, ihre Südostflanke (Vorderseite) wird von Heißluftmassen der Sahara angetrieben (dem Scirocco), ihre Westflanke (Rückseite) von atlantischen oder polaren Kaltluftmassen. Die Zugrichtung jedenfalls ist von der Westwinddrift gesteuert, geht also nach Osten, nicht nach Westen wie in der innertropischen Konvergenzzone.
Insgesamt ist die Forschungslage bisher noch unklar, da durch die späte Entdeckung und das seltene Auftreten die Datenlage sehr gering ist. Außerdem führt der reich strukturierte Mittelmeerraum und die Vielfalt der Einflussmöglichkeiten von außen (energiezuführende Aktionszentren) zu keinem so einheitlichen Gesamtbild wie bei der Bildung der Hurricanes über dem Mittelatlantik.
Die Namensvergabe der einzelnen Ereignisse hat sich noch nicht etabliert. Die Vergabe durch die FU Berlin, deren Namen ab 1954 inzwischen in Zentraleuropa durchaus einheitlich verwendet werden, benennt nur diejenigen Aktionszentren, die in Deutschland wetterwirksam sind. Daher werden auch nur solche Mittelmeertiefs geführt, die aus Norden in den Mittelmeerraum einwandern. Manchmal werden auch Vb-Tiefs später nachbenannt (und dann oft außerhalb der eigentlichen Bildungsreihenfolge); andere Mittelmeertiefs bleiben durchwegs ohne Benennung. Die National Oceanic and Atmospheric Administration (NOAA) hat diesen Ereignissen zeitweise einen Nummercode zugeteilt. Daneben finden sich auch Namen, die von meteorologischen Organisationen der Mittelmeerländer recht willkürlich vergeben und dann von lokalen Medien verbreitet werden. So wurde Numa 2017 in italienischen Medien Attila, in Griechenland selten auch Zenon genannt. Provenienz dieser Namen bleibt meist unbekannt.

## Liste von Medicanes (Auswahl)
Eine Reihe von Medicanes wurden in den letzten Jahrzehnten dokumentiert und untersucht; genannt ist jeweils das Datum, an dem der Sturm sich bildete:
- 23. September 1969 (traf vor allem auf Tunesien und Algerien, mindestens 600 Menschen und mehrere tausend Kamele kamen um)
- 23. Januar 1982
- 27. September 1983
- 13. Januar 1995 (gilt als einer der bestdokumentierten Medicane, siehe Bild oben)
- 12. September 1996 (im westlichen Mittelmeer)
- 4. Oktober 1996
- 8. Oktober 1996
- 25. September 2006
- 4. November 2011 (Rolf traf auf die Côte d’Azur, Korsika und Ligurien)
- 7. November 2014 (Qendresa, Föhnsturm und Starkregen im Alpenraum, siehe Bild oben)
- 27. Oktober 2016 (90M/Trixi)[5]
- 14. November 2017 (Numa/Attila/Zenon, Sturzfluten in Griechenland)
- 27. September 2018 (Zorbas, Starkregen in Griechenland)[6]
- 15. September 2020 (Ianos A, Libysches Meer)[7][8]
- 28. Oktober 2021 Medicane Apollo über östlichem Sizilien und Malta.
- 10. September 2023, Medicane Daniel verursacht katastrophale Überschwemmungen in Libyen[9]

Anmerkung